# Alberto Lima de Morais Coutinho
Alberto Lima de Morais Coutinho (Recife, 30 de agosto de 1902 – 23 de outubro de 1984) foi um médico brasileiro.
Foi eleito membro da Academia Nacional de Medicina em 1957, ocupando a Cadeira 36, que tem Firmino von Doellinger da Graça como patrono.